# 足球流氓

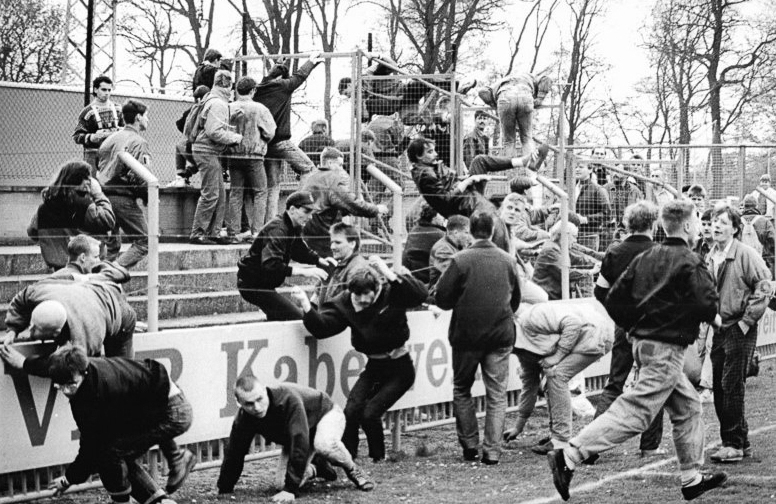
1990年，莱比锡火车头俱乐部的球迷在FDGB杯比赛前和什未林迪纳摩队的球迷相遇

足球流氓是指那些在足球比赛时，通过一些暴力行为发泄的人。其中以英国足球流氓及加拉塔薩雷的瘋狂球迷最为著名。足球流氓造成了许多足球场上的惨案。

## 背景
尽管足球流氓直到1960年左右才开始引起广泛的公众注意，它已经与这项运动一样具有长远的发展。在19世纪末期，对其主要关注的是比赛中通过全支持者群体性的不断“怒吼”来攻击对方球迷或球员和裁判，使其不堪受辱而導致打鬥。许多社会学家指出，在社會夾心餅的工人阶级在英国足球的起源中作为一个因素，使它与今天流行的大多数体育所区分，同时也与积极的和无序行为的紧密相连。
虽然足球在两次世界大战期间变得更为尊贵，一些個人的暴力行径开始衰落，但20世纪60年代的混乱和公众关注的水平急剧上升，在与其他一些道德恐慌的同时，有关新青年文化和不断增长的种族紧张，後來更有許多趁機方便地進行各種犯法行為，而導致足球流氓因而知名起來。在这样的背景下，人滿為患、又充斥爭鬥氣息的足球场迅速成为可能出现大型威胁和可能发生打斗的场所。在1960年，值得注意的是足球暴力在英国之外的许多欧洲国家之中比英国更为严重：在1960年早期，英足联因为害怕外国球迷的威胁而试图让英国球队分立在欧洲联赛之外。然而，研究表明在英国之外的足球暴力主要是一种战后现象。在1960和1970年之间，足球暴力主要被限定在足球场内打鬥，但是隨著管制的增加，犯法行為扩大到场外的趋势日益显现。在1990年，因为希尔斯堡惨案和全座位体育场的推出，几乎所有的大规模足球暴力都发生在球场之外，事件也上升到波及普通非球迷的社會層級，賽後趁打鬥之際，附近地區偷竊放火的暴力行為時有所聞。
有人认为足球流氓是被社会排斥的弱势群体的一种反抗，這些人趁比賽之際搗亂來發洩情緒。英国警方的调查则发现，足球流氓的行为大多是心理因素所致，例如家庭关系破裂，发泄不满等。专门研究足球流氓的心理学家沃尔格雷夫则认为这是种族主义和右翼狂热主义的表现。

## 球场暴力
| 时间   | 地点                                                 | 事因             | 死亡人数 | 受伤人数  | 備註                                                       |
| ------ | ---------------------------------------------------- | ---------------- | -------- | --------- | ---------------------------------------------------------- |
| 1964年 | 秘鲁利马                                             | 球迷混乱拥挤踩踏 | 320      | >1000     | 利馬足球慘案                                               |
| 1968年 | 布宜诺斯艾利斯                                       | 球迷混乱         | 80       | 150       |                                                            |
| 1974年 | 埃及开罗                                             | 观众拥挤         | 48       | 47        |                                                            |
| 1980年 | 蘇格蘭格拉斯哥                                       | 球迷混战及打鬥   | -        | -         |                                                            |
| 1982年 | 苏联莫斯科                                           | 观众拥挤踩踏     | 340      | -         | 列宁体育场踩踏                                             |
| 1985年 | 英格兰盧頓                                           | 球迷混战及打鬥   | -        | 估計500人 |                                                            |
| 1985年 | 中国北京                                             | 球迷闹事         | -        | -         | 1986年国际足联世界杯外围赛，为中国历史上首宗球迷骚乱事件   |
| 1985年 | 比利时布鲁塞尔                                       | 球迷鬧事         | 39       | >600      | 1985年歐洲冠軍盃决赛，被稱為海塞尔球場慘劇，死者均是祖雲達斯球迷 |
| 1988年 | 尼泊尔加德满都                                       | -                | 72       | 27        |                                                            |
| 2009年 | 英国倫敦                                             | 球迷打鬥         | -        | 20        | 2009年英格蘭聯賽盃第二圈，韋斯咸以3:1                      |
| 2012年 | 埃及塞德港                                           | 球迷打鬥         | 79       | >1000     | 2011-2012年埃及足球甲级联赛                                |
| 2016年 | 法國馬賽、里尔、尼斯                                 | 球迷打鬥         | -        | >40       | 2016年歐洲足球錦標賽                                       |
| 2023年 | 西班牙加泰罗尼亚巴塞罗那都会区略夫雷加特河畔科内利亚 | 球迷打鬥及踩踏   | 125      | 323       | 巴塞罗那德比                                               |

## 亚洲

### 中国
1985年5月19日，在中国北京工人体育场举行的1986年国际足联世界杯外围赛（亚洲区）的比赛中，主场作战的中国国家足球队以1-2的比分爆冷不敌香港足球代表队，无缘晋级下一轮。赛后失望的中国球迷开始失去理智，先是从看台上向球场投掷杂物，之后一些球迷开始在球场外捣乱，掀翻了球队大巴，并且沿街破坏物品。一些球迷甚至来到了运动员楼下要求时任主教练曾雪麟出来和他们对话，而后开始要求时任中国足协主席的李凤楼同他们对话。
第二日中央报刊人民日报消息称事件中共有127人遭到警方逮捕，当时新闻联播也对这场足球骚乱进行了报道。
进入21世纪，中国的足球流氓行为通常与对裁判腐败的指控有关（即“黑哨”），2000年，在西安举行的陕西国力队与成都五牛队的比赛后，球迷与警察发生冲突，警察使用催泪瓦斯和高压水枪驱散人群。8人被捕，但后来获释。虽然政府要求采取更多行动打击足球流氓行为，但2002年3月仍然出现类似行为。数百名球迷在西安举行的陕西国力队与青岛颐中海牛队（现青岛海牛队）的比赛中闹事，原因是球迷怀疑比赛造假。
2002年6月世界杯期间，福州部分球迷因无法通过户外直播观看中国队与巴西队的比赛而爆发骚乱，被当地武警镇压。
2004年7月4日，日本队在于北京举行的亚洲杯决赛中因一粒疑似手球进球3-1击败中国队夺得亚洲杯冠军。赛后部分球迷在北京闹事。他们通过烧毁日本国旗泄愤，并且破坏一名日本大使馆官员的汽车。在此期间日本球迷必须受到警察的保护，并乘坐大巴前往安全地带。部分媒体认为暴乱里面夹杂了对日本于1945年之前在中国犯下的战争罪行的不满等因素。

### 朝鲜
2005年3月30日，在朝鲜平壤金日成体育场举行的一场与伊朗的国际足球赛上，一名朝鲜球员与叙利亚裁判发生争执，朝鲜球迷发生了短暂的骚乱。

## 欧洲

### 英国
从19世纪80年代开始，英国就有足球流氓行为的记录，从20世纪60年代开始，这一现象就在世界范围内享有盛誉——这种现象通常被称为英国疾病（English Disease）。约翰·莫伊尼汉（John Moynihan）在《足球综合症》（The Soccer Syndrome）中描述了20世纪60年代的一个夏天，他在古迪逊公园球场一条空荡荡的边线上漫步。“走在臭名昭著的球门后面，他们在那里建造了一道屏障，阻止物体撞击来访的守门员，有一种奇怪的敌意，就好像常客从未离开过一样。”《世界新闻报》（News of The World）的记者鲍勃·彭宁顿（Bob Pennington）谈到了“疯狂的支持边缘，他们（埃弗顿）在一个难以扎根的跨国港口寻求身份认同。”同一家报纸后来将埃弗顿的支持者描述为“观看英国足球的最粗鲁、最吵闹的乌合之众”
从20世纪70年代开始，许多有组织的流氓公司如雨后春笋般涌现，大多数足球联赛俱乐部至少有一个已知的有组织流氓分子。当当地对手相互竞争时，流氓主义往往处于最糟糕的时期。阿森纳、切尔西、阿斯顿维拉、利兹联、米尔沃尔、伯明翰、托特纳姆热刺、朴茨茅斯、桑德兰、纽卡斯尔联、西汉姆联、莱斯特城、布里斯托尔城、狼队、绍森德和卡迪夫城等球队的支持者是最常与流氓行为有关的人。
大约在同一时间，种族主义成为流氓行为的一个主要因素，因为从20世纪70年代开始，黑人球员经常出现在英格兰联赛球队中。黑人球员经常成为猴子圣歌的攻击目标，并被人向他们扔香蕉。包括国民阵线在内的极右翼团体成员也在比赛中喷涂种族主义口号并分发种族主义文献。
长期以来，在苏格兰凯尔特人队和流浪者队的比赛中，宗派暴力一直是人群暴力和攻击性呼喊的常见因素。在汉普顿公园举行的2022年联赛杯决赛中，在为这位最近去世的希伯尼安主席鼓掌一分钟的过程中，流浪者队的球迷们唱起了“我们是比利男孩”。自20世纪70年代达到顶峰以来，苏格兰足球的流氓主义强度有所下降，但最近略有上升，许多球队都有一家小公司。哈茨因球迷在欧联杯对阵伊斯坦布尔和RFS的比赛中的行为而被罚款。
1985年，尤文图斯和利物浦在比利时布鲁塞尔的海塞尔体育场发生暴乱，骚乱的利物浦球迷导致39名尤文图斯球迷死亡，英国俱乐部被禁止参加所有欧洲比赛，而到1990年，对利物浦的禁令延长一年。 英国的许多足球流氓团伙利用流氓行为来掩盖获取性犯罪，特别是盗窃和入室盗窃。 在20世纪80年代和90年代，英国政府领导了一场针对足球相关暴力的大规模镇压行动。虽然近年来足球流氓行为在其他一些欧洲国家越来越受到关注，但英国足球迷现在在国外的声誉往往更好。尽管有关英国足球流氓行为的报道仍然浮出水面，但这些事件现在往往发生在预先安排好的地点，包括酒吧，而不是比赛本身。
英国和威尔士俱乐部因最恶劣、最频繁的流氓行为而成为头条新闻，其中包括伯明翰城（其多种族流氓分子因该公司在与其他公司的斗争中唱圣歌而获得“祖鲁人”的绰号，根据警方检查了当天团伙成员之间通过手机发送的信息后获得的证据，Gremlins和Casuals的领导人都因阴谋罪被判入狱四年，另有28人因各种罪名被判入狱。
2015年2月，在切尔西足球俱乐部对阵巴黎圣日耳曼足球俱乐部之前。四名切尔西球迷被判犯有种族主义暴力罪，并被判处缓刑。此前，这些球迷在巴黎地铁推倒一名黑人公民，球迷们高呼：“我们是种族主义者，我们是种族歧视者，这就是我们喜欢的方式”。这四名男子被勒令向他们推下地铁车厢的黑人通勤者支付10000欧元。
2018年12月，一位名叫马蒂亚的那不勒斯球迷观看了欧冠联赛小组赛利物浦队与那不勒斯队的比赛作为他父母给他的礼物，他声称在离开体育场时遭到了七名利物浦流氓的袭击。据说，他因颧骨骨折和一只眼睛受伤住进了皇家利物浦大学医院。但很明显，他和一个朋友在拦下一辆车后才设法得到帮助。“我以为我快要死了，”这句话让人不寒而栗。报道强调，这是对一名球迷的袭击，而不是敌对团体之间的争斗。
在2020年欧洲杯（由于新冠肺炎疫情于2021年举行）的最后一天，意大利和英格兰之间的决赛因温布利体育场入口处以及莱斯特广场和特拉法加广场爆发骚乱而受到破坏。当天有86人被警方逮捕。
2021年9月，莱斯特城和那不勒斯球迷在欧联杯小组赛中发生冲突。比赛开始前，莱斯特城球迷用皮带抽打那不勒斯球迷。

## 南美洲

### 阿根廷

#### 1920年代
阿根廷第一起与足球有关的谋杀案发生在1922年9月21日罗萨里奥一级联赛埃斯蒂穆洛杯赛，联邦射击主场迎战纽厄尔老男孩。下半场中，两名球迷产生争执，其中铁路工人和主场球迷（也是前足球运动员和俱乐部前董事）恩里克·巴特科克质疑纽厄尔老男孩球迷和俱乐部董事弗朗西斯科·坎帕的行为。这一切以巴特科克打坎帕结束。坎帕从体育场离开，并在一会儿持枪回来，射杀巴特科克。
1924年11月2日蒙得维的亚，在阿根廷对阵乌拉圭的南美足球锦标赛决赛（乌拉圭胜）后，博卡青年球迷何塞·拉萨罗·罗德里格斯开枪打死乌拉圭球迷佩德罗·登比。

#### 1930年代
1939年5月14日，在大布宜诺斯艾利斯拉努斯体育场，拉努斯小队主场对阵博卡青年小队，两队在一名拉努斯球员犯规后开始争斗。见此情景，博卡青年球迷试图拆除围栏并闯入球场，促使警察开枪驱散，导致两名观众死亡：路易斯·洛佩斯和奥斯卡·穆尼托利（9岁）。

#### 1940年代
暴力冲突不仅发生在球迷、球员和警察之间，还发生在裁判身上。1946年10月27日罗萨里奥，纽维尔老男孩队主场对阵阿尔马格罗圣洛伦索队的比赛中，主场球迷试图勒死当值裁判Osvaldo Cossio。比赛进行到2-2平时，Cossio吹掉了纽维尔的进球，而圣洛伦索队的后续进球惹怒了纽维尔球迷。当比赛进行到第89分钟时，几名纽维尔老男孩球迷冲进球场，殴打裁判并试图用腰带勒死。

#### 1950年代
尽管暴力在阿根廷足球初期就存在，但要等到1950年代（如独立队、阿尔马格罗圣洛伦索队、拉努斯队、罗萨里奥中央队、贝莱斯·萨斯菲尔德队、竞赛队）和60年代（如贝尔格拉诺队、博卡青年队、河床队）名为Barra brava的暴力团体开始出现，并在未来数年逐步增长。阿根廷的足球流氓被认为是世界上最危险的有组织的支持者团体，其中最为强大的是独立队（La Barra del Rojo)、博卡青年队和纽维尔老男孩队的暴力团体。

#### 1990年代
1997年，一名皇家卫队成员（竞赛队暴力团）遭到独立队球迷杀害。